# Szabó Máté (rendező)
Szabó Máté (Debrecen, 1977. május 22. –) magyar színházi rendező.

## Életpályája
1991–1995 között a debreceni Ady Endre Gimnázium tanulója volt. 1995–1997 között a Színház- és Filmművészeti Főiskola színész szakos hallgatója, majd 1997–1999 között a debreceni Csokonai Színházban dolgozott mint segédszínész. 1997–98-ban a debreceni Kossuth Lajos Tudományegyetem filozófia szakos hallgatója volt. 1999–2004 között a Színház- és Filmművészeti Egyetem hallgatója rendező szakon, zenés szakirányon (osztályfőnöke Szinetár Miklós volt). 2004–2005 között az egri Gárdonyi Géza Színház, 2005–2007 között a szolnoki Szigligeti Színház tagja. 2007–2012 között szabadúszó, majd 2012-től a Miskolci Nemzeti Színház rendezője, művészeti tanácsának tagja. 2015 márciustól júliusig a színház megbízott igazgatója, majd azután művészeti vezető.
Nagyapja, Kazimir Károly Kossuth- és Jászai Mari-díjas rendező, színigazgató, tanár. Édesanyja Kazimir Ágnes pszichológus. 15 évig élt együtt Ullmann Mónika színésznővel.

## Fontosabb színházi rendezései
- Vidovszky László: Nárcisz és Echo, Millenáris Teátrum, 2001
- A. P. Csehov: Három nővér, III.felvonás, SZFE, 2002
- Kálmán Imre: Csárdáskirálynő, Theater 695, Frankfurt, 2002
- Zerkovitz Béla – Szilágyi László: Csókos Asszony, Miskolci Nemzeti Színház
- Szép Ernő: Lila ákác, Marosvásárhelyi Színművészeti Egyetem,  2003
- Bornai – Rákos: Mumus, Egri Gárdonyi Géza Színház, 2003
- Rosanna Clarteda: Albérleti Színjáték (Egy másik történet), Pécsi Nemzeti Színház, 2004
- Roland Schimmelpfennig: Az arab éjszaka, Marosvásárhelyi Tompa Miklós társulat, 2004
- Rosanna Clarteda: Etherion, Egri Gárdonyi Géza Színház, 2004
- Brian Friel: Pogányánc, Szolnok Szigligeti Színház, 2005
- Ari-Nagy – Gyöngyössi – Szabó: Dezsavű, Egri Gárdonyi Géza Színház, Agria Nyári Játékok, 2005
- Albee: Nem félünk a farkastól, Szolnoki Szigligeti Színház, 2006
- Kander-Ebb: Chicago, Komáromi Jókai Színház, 2006
- Bertolt Brecht: A szecsuáni jólélek, Szolnoki Szigligeti Színház, 2006
- Dés-Nemes-Koltai-Nógrádi: Sose halunk meg, Szolnoki Szigligeti Színház, 2006
- Dés-Nemes-Koltai-Nógrádi: Sose halunk meg, József Attila Színház, 2007
- Rosanna Clarteda: Albérleti Színjáték/A HétVége, JESZ – Pécs,
- Szkéné – Budapest, 2007
- A. P. Csehov: Cseresznyéskert, Veszprémi Petőfi Sándor Színház, 2008
- Marius von Mayenburg: A csúnya, Új Színház, 2008
- Orwell-Hall-Peaslee: Állatfarm, Színház – és Filmművészeti Egyetem, 2008
- Machiavelli-Háy: Mandragóra, Szegedi Nemzeti Színház, 2008
- Dosztojevszkij – Hársing: Szonya (A Bűn és Bűnhődés alapján), Új Színház, 2008
- Doug Wright: De Sade pennája, Bárka Színház, 2009
- Offenbach: Kékszakáll, Debreceni Csokonai Színház, 2009
- Molnár Ferenc: Egy, kettő, három; Ibolya, Pesti Színház, 2009
- Heltai-Váradi-Darvas: Naftalin, Radnóti Színház 2010
- Jon Fosse: Őszi álom, Bárka Színház, 2010
- Erkel: Hunyadi László, Gyulai Várszínház, Debreceni Csokonai Színház 2010
- Gombrowicz: Yvonne, burgundi hercegnő, Teatr Powszechny, Radom, Lengyelország 2010
- Szabó Máté: Havanna, Manna Kht. és Nézőművészeti Kft. közös produkció, Thália Színház, Budapest 2011
- Békeffi-Lajtai-Szabó: Régi Nyár, Kaposvári Csiky Gergely Színház 2011
- Harold Pinter: Gondnok, Manna Kht., Nézőművészeti Kft. és a Szkéné Színház közös produkciója, Szkéné Színház 2012
- Szabó Borbála: A teljes tizedik évad, Bárka Színház, Budapest 2012
- Eisemann-Szilágyi: Én és a kisöcsém, Miskolci Nemzeti Színház, 2012
- Petőfi-Ferenczi: A helység kalapácsa, Kaposvári Csiky Gergely Színház és Ördögkatlan közös produkciója, 2012
- Presznyakov: Özönvíz előtt  Temesvári Csiky Gergely Színház, 2012
- Molnár: Az Ördög Miskolci Nemzeti Színház, 2013
- Lázár-Nagy-Nyulász-Szabó: A Négyszögletű kerek erdő Miskolci Nemzeti Színház, 2013
- Pirandello: Az ember, az állat és az erény Miskolci Nemzeti Színház, 2013
- Békeffi-Lajtai-Szabó: Régi Nyár, Budapesti Operett Színház, 2013
- Mozart: Don Giovanni, Miskolci Nemzeti Színház, 2014
- Arthur Palyga: A Zsidó, Nézőművészeti Kft. és a Szkéné Színház közös produkciója, Szkéné Színház, 2014
- Szirtes Edina Mókus-Kovács Antal-Müller Péter Sziámi: Somnakaj, Művészetek Palotája, 2014
- Mozart: A színigazgató, Erkel Színház, 2014
- Roland Schimmelpfennig: Nő a múltból, Miskolci Nemzeti Színház, 2014
- László Miklós: Illatszertár, Miskolci Nemzeti Színház, 2014
- Eugene O’Neill: Hosszú út az éjszakába, Szombathelyi Weöres Sándor Színház, 2015
- Füst Milán: Boldogtalanok, Miskolci Nemzeti Színház, 2015
- Ferruccio Busoni: Dr. Faust, Magyar Állami Operaház, 2015
- Richard Wagner: Szerelmi tilalom, Kolozsvári Magyar Opera, 2015
- Jacobi Viktor: Sybill, Budapesti Operettszínház, 2015
- Molnár Ferenc: Liliom, Miskolci Nemzeti Színház, 2016
- Benjamin Britten: Szentivánéii álom, Zeneakadémia – Magyar Állami Operaház, 2016
- Richard Wagner: A bolygó hollandi, Szegedi Szabadtéri Színház, 2016
- Fodor Sándor: Csipike, Miskolci Nemzeti Színház, 2016
- Donizetti: Lammermoori Lucia, Magyar Állami Operaház, 2016
- Richard Wagner: A bolygó hollandi, Miskolci Nemzeti Színház, 2017
- Kálmán Imre: Marica grófnő, Miskolci Nemzeti Színház, 2017
- Jonathan Maitland: Tagadj, tagadj, tagadj, Orlai Produkció, 2017
- Dosztojevszkij-Hársing: Bűn és bűnhődés, Miskolci Nemzeti Színház, 2017
- Lengyel Nagy Anna: Pira/Bella, Orlai Produkció, 2017
- Rossini: Olasz nő Algírban, Magyar Állami Operaház, 2017[8]
- Lehár: A víg özvegy, Operettszínház, 2017
- Andrew Lloyd Webber: Jézus Krisztus szupersztár, Miskolci Nemzeti Színház, 2022

## Díjai, elismerései
- Napsugár-díj – Legjobb előadás (Etherion), Eger (2004)
- Nádasdy Kálmán-díj (2016)
- Déryné-díj (2016)[9]